# Chrysaor
Pour l’article homonyme, voir Chrysaor (entreprise).
Dans la mythologie grecque, Chrysaor (en grec ancien Χρυσάωρ / Khrusáōr, « épée d'or ») est le fils de Poséidon et de Méduse et le frère de Pégase.

## Mythe antique
Pour séduire Méduse, Poséidon se transforma en oiseau (ou en cheval selon les versions) et la guida jusque dans un temple dédié à Athéna dans lequel il la viola. Furieuse que le temple qui lui était dédié ait ainsi été souillé, Athéna l'en rendit responsable et la transforma en Gorgone ainsi que ses sœurs, Euryale et Sthéno. Lorsque Persée trancha la tête de Méduse, deux enfants jaillirent du sang qui giclait de son cou : Pégase et Chrysaor.
Le nom de Chrysaor suggère qu'il porte une épée d'or (χρυσός / khrusós, « or », et ἄορ / áor, « épée »). 
Dans la Théogonie, Hésiode affirme que Chrysaor est marié à Callirrhoé, une Océanide, qui lui donne pour enfant le géant Géryon. D'anciennes traductions du vers 295 de la Théogonie comprenaient que la mère d'Échidna était Calirhoé, ce qui ferait de Chrysaor son père probable, mais les chercheurs ont ensuite opté pour des traductions différentes en construisant la phrase différemment, car elle peut aussi renvoyer à Céto, monstre marin qui fait un candidat plus probable en tant que mère d'Échidna.

### Représentations antiques
Les représentations les plus anciennes de Chrysaor figurent sur un brassard de bouclier d'Olympie (référence B1687) et sur le fronton du temple d'Artémis à Corfou. Ces deux œuvres montrent Méduse sous forme de Gorgone au moment de sa décapitation par Persée et jouxtée par ses enfants Pégase et Chrysaor.
Une pyxis grecque archaïque à figures noires sur fond blanc, datant d'entre 525 et 475 avant J.-C. et conservée au Musée du Louvre à Paris (numéro : Louvre Ca2588), représente Persée poursuivi par les Gorgones après avoir décapité Méduse. De part et d'autre du corps décapité de Méduse sont représentés un poulain ailé dans lequel les chercheurs voient Pégase, ainsi qu'un jeune homme nu identifié comme étant Chrysaor, tous deux visiblement jaillis du cou tranché de Méduse.
Un kylix attique à figures rouges signé par Euphronios, datant d'environ 510 - 500 avant J.-C., conservé à Munich dans l'Antikensammlungen sous le n° 2620, montre sur sa face A (extérieure) le combat entre Héraclès et Géryon. Géryon est équipé d'un bouclier sur lequel est représenté un sanglier ailé. Or, Géryon est un fils de Chrysaor dans certaines variantes du mythe, ce qui a conduit  le site Internet The Theoi Project à supposer que le sanglier pouvait représenter Chrysaor lui-même. D'autres description du vase ne font cependant pas ce lien,. Si les deux représentations, géant et sanglier ailé, sont bien associées à Chrysaor, il semblerait alors que le personnage puisse prendre à loisir l'une ou l'autre forme.

## Analyse du mythe antique
Selon Paul Diel, Chrysaor pose la question du symbole de spiritualisation, composante essentielle à l'imagination créatrice.

## Apparitions dans l'art et la culture populaire moderne

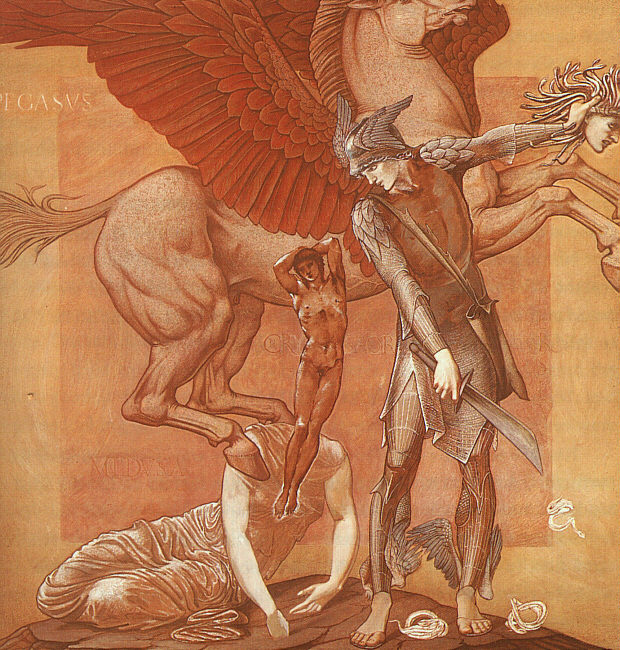
Edward Burne-Jones, Naissance de Pégase et Chrysaor, v. 1876-1885, gouache, Southampton City Art Gallery.

### Peinture
Le peintre britannique préraphaélite Edward Burne-Jones représente Chrysaor sur son esquisse Naissance de Pégase et Chrysaor peint entre 1876 et 1885 et qui fait partie d'une série consacrée au mythe de Persée. Chrysaor et Pégase sont représentés alors qu'ils viennent d'émerger du cou de la Gorgone Méduse. Chrysaor a l'aspect d'un jeune homme nu de taille réduite qui naît déjà adulte.

### Littérature
Dans le cycle de romans de fantasy Héros de l'Olympe publiés par l'écrivain américain Rick Riordan entre 2010 et 2014, Chrysaor apparaît dans le troisième tome, La Marque d'Athéna (paru en 2012). Chrysaor est brièvement mis en scène en tant qu'adversaire du personnage principal, Percy Jackson : vêtu d'une armure d'or, il attaque le navire Argo II en expliquant qu'il est devenu maléfique après que les aèdes et conteurs l'ont complètement ignoré. Il est vaincu par les héros.
Dans le manga Saint Seiya de Masami Kurumada publié au Japon entre 1986 et 1990, l'un des sept généraux de Poséidon se nomme Krishna de Chrysaor. Il a pour particularité de manier une lance d'or réputée indestructible et pouvant transpercer toute matière.

### Jeux vidéo
Dans le jeu vidéo Illusion of Time, sorti entre 1993 et 1995 et destiné à la console Super Nintendo, Chrysaor est le nom de la première incarnation que peut prendre le personnage principal du jeu, Paul, dans la version française du jeu (le nom du personnage dans la version originale japonaise est Freedan). Il prend l'apparence d'un guerrier en armure armé d'une épée d'or.
Dans le jeu Assassin's Creed Odyssey, sorti en 2018, Chrysaor est une épée légendaire. Cependant, la garde de cette épée est ornée d'un cheval ailé.

#### Textes antiques
- Pseudo-Apollodore, Bibliothèque [détail des éditions] [lire en ligne] (II, 5, 10).
- Diodore de Sicile, Bibliothèque historique [détail des éditions] [lire en ligne] (IV, 17, 2).
- Hésiode, Théogonie [détail des éditions] [lire en ligne] (v. 281-288).
- Hygin, Fables [détail des éditions] [(la) lire en ligne] (Préface, XL, XLI ; CLI).
- Pausanias, Description de la Grèce [détail des éditions] [lire en ligne].

#### Études savantes
- Timothy Gantz, Mythes de la Grèce archaïque, Belin, 2004 [détail de l’édition].